# 本寧頓鎮區 (明尼蘇達州毛爾縣)
本寧頓鎮區（英語：Bennington Township）是位於美國明尼蘇達州毛爾縣的一個行政鎮區。

## 歷史
本寧頓鎮區於1860年設立，得名自佛蒙特州的本寧頓。

## 地方資料
本寧頓鎮區的面積為93.60平方千米，皆為陸地。根據2020年美國人口普查的數據，當地共有人口149人，而人口密度為每平方千米1.59人。